# Ernie Crawford
Pour les articles homonymes, voir Crawford.
Pas d'image ? Cliquez ici

b Matchs officiels uniquement.
Dernière mise à jour le 4 mars 2024.
William Ernest Crawford dit Ernie Crawford, né le 17 novembre 1891 à Belfast et mort le 12 janvier 1959 dans la même ville, est un joueur de rugby à XV et de football. IL a évolué avec l'équipe d'Irlande au poste d'arrière. Il fait partie du groupe de la première équipe nationale irlandaise de football créée après l'indépendance du pays lors des Jeux olympiques d'été de 1924 à Paris mais il ne dispute finalement aucun match.

## Biographie

### Rugby à XV
Ernie Crawford dispute son premier test match le 14 février 1920 contre l'équipe d'Angleterre. Son dernier test match fut contre l'équipe du pays de Galles le 12 mars 1927. Il remporte le Tournoi des Cinq Nations de 1926 et celui de 1927, il est le capitaine.

### Football
Ernie Crawford mène de front la pratique de deux sports différents. Outre le rugby à XV, il joue aussi au football. En 1924, alors qu'il évolue au sein du Bohemian Football Club il est sélectionné dans l'équipe qui doit participer aux Jeux olympiques de 1924 à Paris. Il s'agit de la première participation à une compétition internationale de l'État Libre d'Irlande nouvellement indépendant.
Après un match de sélection, il est un des six joueurs des Bohemians à être sélectionné. Les cinq autres sont Jack McCarthy, Bertie Kerr, Johnny Murray, Christy Robinson et John Thomas. Présent à Paris pour les Jeux, il ne joue finalement aucun match.

## Palmarès
- Vainqueur du Tournoi des Cinq Nations en 1926 et 1927

## Statistiques en équipe nationale
- 30 sélections en équipe nationale
- 14 fois capitaine
- 18 points (6 transformations, 2 pénalités)
- Sélections par années : 4 en 1920, 4 en 1921, 2 en 1922, 4 en 1923, 4 en 1924, 4 en 1925, 4 en 1926, 4 en 1927
- Tournois des Cinq Nations disputés :  1920, 1921, 1922, 1923, 1924, 1925, 1926, 1927